# Майнцско-Пфальцский пфенниговый союз
Майнцско-Пфальцский пфенниговый союз (нем. Mainz-Pfälzer Pfennigverein) — монетный союз, созданный в 1424 году для упорядочения выпуска монет на Среднем Рейне, введения единой монетной системы и единообразного оформления гульденов и пфеннигов.
В союз вошли: Майнцское архиепископство, Пфальцграфство Рейнское, Шпайерское епископство, Графство Вертхайм и две побочные линии Пфальцской династии — пфальцграфство и герцогство Зиммерн, пфальцграфство Мосбах. Майнцское и Пфальцское курфюршества входили одновременно и в Рейнский монетный союз.
Торговой монетой союза был золотой гульден. На оборотной стороне монет помещались: легенда, Иоанн Креститель, а также сидящий Христос с книгой или гербом. На лицевой стороне — легенда, герб монетного сеньора и гербы других членов союза, после 1424 года — герб и предметы вооружения.
Обычной монетой для обращения был альбус весом 2,24 г. 1 гульден равнялся 20 пфеннигам. Из одной кёльнской марки серебра чеканили 96 пфеннигов 121⁄2-лотовой пробы. На лицевой стороне помещались: легенда, дароносица, апостол Пётр или другой святой, а также епископ.